# Локдаун
„Локдаун“ (на английски: Locked Down) е екшън романтична комедия от 2021 г. на режисьора Дъг Лайман по сценарий на Стивън Найт. Във филма участват Ан Хатауей, Чуетел Еджиофор, Стивън Мърчант, Минди Калинг, Луси Бойнтън, Марк Гатис, Клайъс Бенг, Бен Стилър и Бен Кингсли.
„Локдаун“ последва историята на двойка, които планират да екзекутират обир на магазин за бижута. Филмът е написан, финансиран и заснет по време на пандемията от COVID-19. Филмът е пуснат в Съединените щати на 14 януари 2021 г. от стрийминг услугата HBO Max, и получи смесени отзиви от критиците.